# Copa da Liga Finlandesa
A Copa da Liga Finlandesa é uma competição de futebol disputada na Finlândia, entre os participantes da Veikkausliiga.
É a menos tradicional das três grandes competições finlandesas de futebol, atrás do Campeonato Finlandês de Futebol e da Copa da Finlândia de Futebol.

## Finais
| Ano     | Campeão        | Placar        | Vice-Campeão   |
| ------- | -------------- | ------------- | -------------- |
| 1994    | HJK            | 2–0           | FC Jazz        |
| 1995    | FC Haka        | 4–2           | HJK            |
| 1996    | HJK            | 3–2           | RoPS           |
| 1997    | HJK            | 2–0           | VPS            |
| 1998    | HJK            | 1–1 (8–7 p)   | FF Jaro        |
| 1999    | VPS            | 3–0           | Kotkan TP      |
| 2000    | VPS            | 2–1           | FC Jokerit     |
| 2001    | HJK            | 4-0           | FC Lahti       |
| 2002    | HJK            | 2-1           | AC Allianssi   |
| 2003    | HJK            | 3-2           | FC Inter Turku |
| 2004    | AC Allianssi   | 2–2 (5–3 p)   | FC Lahti       |
| 2005    | AC Allianssi   | 3–1           | FC Lahti       |
| 2006    | KuPS           | 2–1           | FC KooTeePee   |
| 2007    | FC Lahti       | 0–0 (4–3 p)   | FC Inter Turku |
| 2008    | FC Inter Turku | 1–0           | TPS            |
| 2009    | Tampere United | 2–0           | HJK            |
| 2010    | FC Honka       | 0–0 (4–3 p)   | JJK            |
| 2011    | FC Honka       | 3–0           | Tampere United |
| 2012    | TPS            | 1–1 (4–2 p)   | HJK            |
| 2013    | FC Lahti       | 2–1           | JJK            |
| 2014    | SJK            | 1–0           | VPS            |
| 2015    | HJK            | 2–0           | RoPS           |
| 2016    | Lahti          | 0–0 (4–3 p)   | SJK            |
| 2017-21 | Não disputada  | Não disputada | Não disputada  |

## Títulos por equipe
| Time           | Títulos | Ano(s)                        |
| -------------- | ------- | ----------------------------- |
| HJK            | 5       | 1994, 1996, 1997, 1998 e 2015 |
| FC Lahti       | 3       | 2007, 2013 e 2016             |
| VPS            | 2       | 1999, 2000                    |
| FC Honka       | 2       | 2010, 2011                    |
| AC Allianssi   | 2       | 2004, 2005                    |
| Tampere United | 1       | 2009                          |
| TPS            | 1       | 2012                          |
| FC Inter Turku | 1       | 2008                          |
| KuPS           | 1       | 2006                          |
| FC Haka        | 1       | 1995                          |
| SJK            | 1       | 2014                          |